# Benjamin B. Wiffen
Benjamin Barron Wiffen (Woburn, Bedfordshire, 28 de octubre de 1794 - Mount Pleasant, 18 de marzo de 1867), poeta e hispanista cuáquero inglés, hermano del también hispanista Jeremiah Holmes Wiffen.

## Biografía
Ayudó al hebraísta Luis de Usoz a editar los 21 tomos de la colección Reformistas Antiguos Españoles entre 1847 y 1865, consiguiendo las primeras ediciones de los escritores protestantes españoles, con ayuda del filólogo protestante emigrado Juan Calderón o transcribiendo él mismo manuscritos para las ediciones. Wiffen actuó como agente de librería de Usoz y sostuvo con él un caudaloso epistolario, del que las cartas escritas por el erudito madrileño se conservan en el Wadham College de Oxford. Eduardo Boehmer, profesor de filología románica de la Universidad de Estrasburgo, editó después dos tomos adicionales de la misma colección (1880) y, en inglés, la llamada Bibliotheca Wiffeniana (1874-1904), una bibliografía con notas biográficas de unos quince reformistas españoles del siglo XVI y principios del XVII. Entre otras obras, a Wiffen, a Usoz y a Juan Calderón se deben muy cuidadas ediciones para los RAE del Carrascón, por él atribuido a Fernando de Tejeda (1847), de la Epistola Consolatoria de Juan Pérez de Pineda (1848), del Breve tratado de doctrina de Juan Pérez (1852), de El español reformado de  Juan Nicholas y Sacharles, de las CX Considerationes de Juan de Valdés (1855), del Comentario a la primera a los Corintios de Juan de Valdés (1856) y el Comentario a la epístola a los Romanos también de Valdés (1856), de Las dos informaciones, erróneamente atribuidas a Francisco de Enzinas (1857), del Alfabeto Christiano de Juan de Valdés (1861), del Breve Sumario de Juan Pérez (1862) y del numeroso epistolario intercambiado por los reformistas españoles con toda suerte de humanistas europeos.
Wiffen se implicó además en el movimiento antiesclavista hispanobritánico y copió algunos de los poemas del poeta esclavo de Cuba Juan Francisco Manzano. En 1841, Wiffen y George W. Alexander, tesorero de la British and Foreign Anti-Slavery Society, viajaron a España comisionados por la cuáquera Sociedad de Amigos para intentar conseguir de Baldomero Espartero la abolición de la esclavitud; Espartero les recibió bien e impulsó un proyecto en ese sentido, pero el continuo tráfago político disolvió esa iniciativa.